# Karl Godeg
Karl Godeg, né le 22 mai 1896 à Reichenbach im Vogtland en Saxe (Allemagne) et mort en 1982 à Berlin, est un peintre allemand. Il s'inscrit dans le courant de l'art informel et de l'abstraction lyrique.

## Biographie
Il combat pendant la Première Guerre mondiale et est blessé à Verdun. Il commence à peindre à cette époque. Il est d'abord ouvrier électricien et employé de librairie. Ses premières œuvres sont figuratives (portraits et paysages). Il découvre la peinture surréaliste, notamment Dali vers 1952, puis se tourne vers l'abstraction. Au début des années 1960, il peint les Goldenbilder (peintures d'or), qui sont sa marque propre. En 1967, son épouse est victime d'un grave accident et il se retire dans un certain anonymat.

## Œuvres

### Collections publiques
- Berlinische Galerie, Berlin-Kreuzberg
- Sénat de Berlin, Rotes Rathaus, Berlin.
- Musée municipal, Mönchengladbach (Rhénanie-du-Nord-Westphalie).

### Expositions
Révélé en Allemagne à l'époque des Goldenbilder, il n'est connu en France que bien après sa mort grâce au travail du galeriste Alain Margaron, qui organise de nombreuses expositions (2000, 2003, 2005, 2007, 2009, 2012,…).